# Dağdemirciler, Gökçebey
Dağdemirciler là một xã thuộc huyện Gökçebey, tỉnh Zonguldak, Thổ Nhĩ Kỳ. Dân số thời điểm năm 2011 là 511 người.